# Lie with Me (film 2022)
Lie with Me (Arrête avec tes mensonges) è un dramma romantico del 2022 scritto e diretto da Olivier Peyon, basato sul libro omonimo del 2017 scritto da Philippe Besson.

## Trama
Lo scrittore Stéphane Belcourt accetta di essere l'ospite d'onore per la celebrazione di un'importante marca di cognac, anche se non beve alcolici. Quando Stéphane ritorna nella sua città natale a Cognac per la prima volta dopo 35 anni, incontra Lucas, figlio del suo primo amore, Thomas Andrieu. Stéphane e Lucas intraprendono un viaggio a volte doloroso alla scoperta di chi fosse veramente Thomas e del motivo per cui ha fatto quello che ha fatto nel corso della sua vita.